# Raiffeisen
Pour les articles homonymes, voir Raiffeisen.
 (juillet 2019).
Si vous disposez d'ouvrages ou d'articles de référence ou si vous connaissez des sites web de qualité traitant du thème abordé ici, merci de compléter l'article en donnant les références utiles à sa vérifiabilité et en les liant à la section « Notes et références ».
Raiffeisen Suisse est un groupe bancaire suisse de coopératives. Il est le numéro deux bancaire en Suisse derrière UBS en termes de masse sous gestion. Raiffeisen Suisse est le regroupement de toutes les Banques Raiffeisen suisses. Elle assume la responsabilité de la politique et de la stratégie commerciales du Groupe Raiffeisen. Organisées sous la forme d'une coopérative, les 246 Banques Raiffeisen autonomes constituent ensemble le réseau bancaire le plus dense de Suisse, avec au total 896 agences. Au 21e siècle, le Groupe Raiffeisen est devenu le troisième groupe bancaire de Suisse, dont le total du bilan s'élève aujourd'hui à 229 milliards de francs. Il fait partie des banques retail leaders en Suisse. Depuis juin 2014, Raiffeisen compte parmi les banques d'importance systémique de Suisse et à ce titre, elle doit respecter des exigences spéciales en matières de fonds propres. Raiffeisen Suisse compte 3,8 millions de clients en Suisse. 1,9 million d'entre eux sont des sociétaires et donc propriétaires des Banques Raiffeisen régionales.

## Organisation groupée

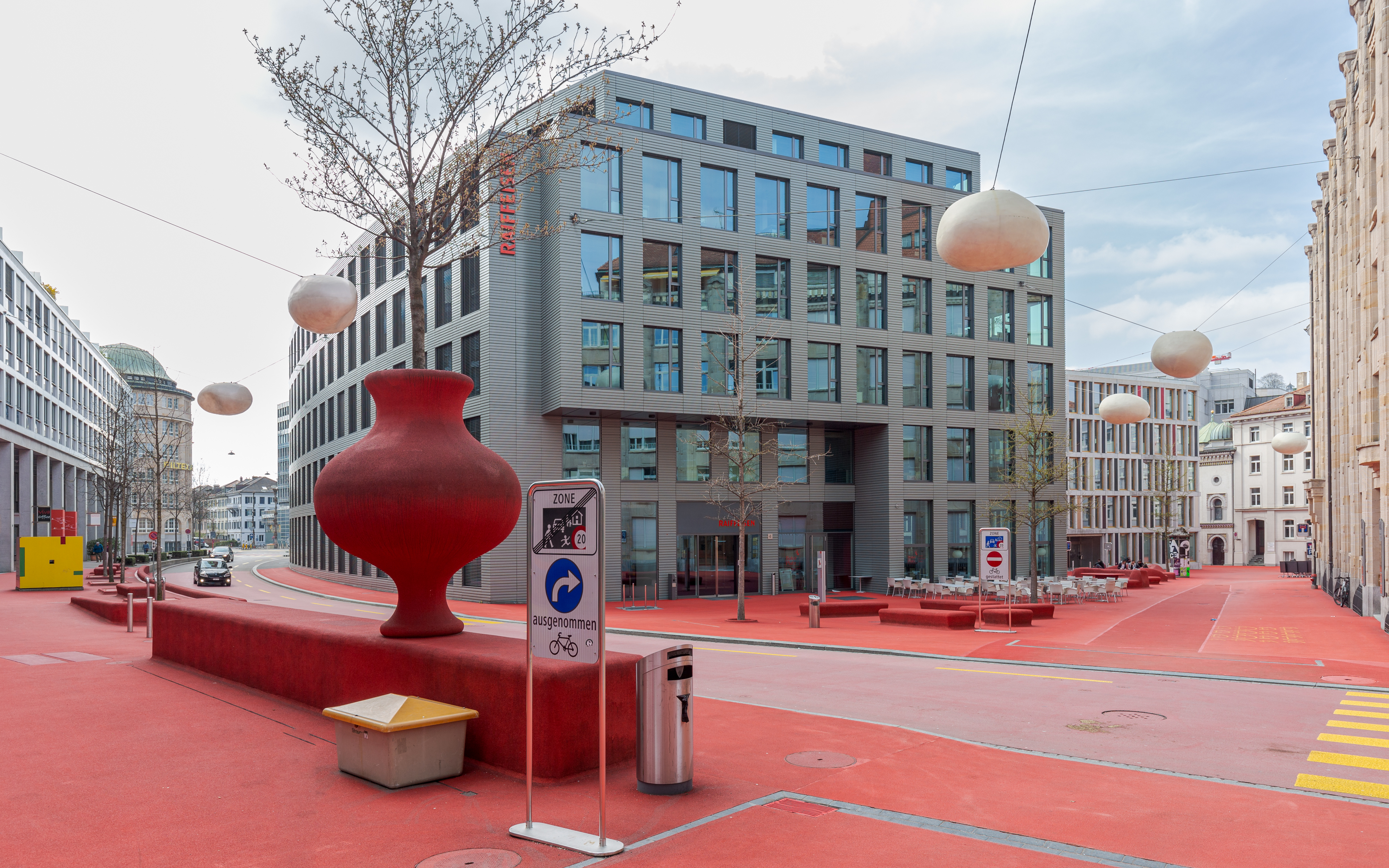
Bâtiment de Raiffeisen Suisse à St-Gall

Les 246 Banques Raiffeisen en Suisse, juridiquement autonomes, forment ensemble Raiffeisen Suisse (anciennement Union Suisse des Banques Raiffeisen). Tout comme les Banques Raiffeisen participantes, Raiffeisen Suisse est une coopérative. Elle coordonne les activités du Groupe, met en place les conditions cadres pour l'activité des Banques Raiffeisen locales (pour l'informatique, les infrastructures ou le refinancement), qu'elle soutient et conseille dans tous les domaines. Par ailleurs, la gestion des risques et le controlling font partie des attributions de Raiffeisen Suisse. Raiffeisen Suisse assure la gestion directe de succursales dans les régions urbaines de Bâle, Berne, St-Gall, Thalwil, Winterthour et Zurich, qui ne sont pas des coopératives autonomes. Le siège principal de Raiffeisen Suisse est situé à Saint-Gall dans les faits depuis 1912, mais juridiquement depuis 1936.

## Historique

### Fondation
Le père Johann Traber, prêtre catholique, alors curé modérateur de la paroisse de Bichelsee dans le canton de Thurgovie est à l'origine de la première caisse Raiffeisen. En 1891, il lit l'encyclique Rerum novarum du pape Léon XIII. Cette encyclique incite notamment à prendre des mesures pragmatiques pour aider les fidèles catholiques de la classe ouvrière. Il souhaite alors mettre en pratique ce que recommande le pape et met en place un système pour garder et protéger l'argent de ses paroissiens. Autour de ce système mis en place, il crée une association d'une quarantaine d'hommes et fonde la banque Raiffeisen en 1899, selon les mêmes principes que la caisse-maladie Chrétienne sociale suisse fondée la même année à Saint-Gall. À l'origine cette caisse permet, entre autres, de dégager des fonds pour que les paroissiens puissent obtenir des machines agricoles. En 1902, dix établissements se lient pour créer l'Union Suisse des Banques Raiffeisen. Dès 1912, l'union possède à Saint-Gall une agence commune, qui fera l'objet d'une extension continue par son directeur Josef Stadelmann pendant les 40 années suivantes.
En 2017, l'Autorité fédérale de surveillance des marchés financiers lance une procédure d'enforcement à l'encontre non seulement du groupe bancaire[8] pour des problèmes de gouvernance d'entreprise, mais aussi de l'ancien président de la Direction, Pierin Vincenz, pour des conflits d'intérêts durant son mandat au sein de Raiffeisen Suisse. À la suite du retrait de P. Vincenz comme président d'Helvetia Assurances et de son engagement à ne plus occuper de postes à responsabilités au sein d'une banque ou d'une assurance, l'Autorité suspend sa procédure contre lui mais poursuit sa procédure concernant Raiffeisen Suisse. Après huit mois d'enquête, en juin 2018, l'Autorité fédérale de surveillance des marchés financiers clôt la procédure d'enforcement visant Raiffeisen,,,.

## Fonctionnement
Raiffeisen est une banque dite « de campagne ». En effet, à l'origine elle n'était jamais présente dans les villes. Ses succursales se trouvaient uniquement dans les petits villages. Néanmoins, elle a changé dernièrement sa politique en ouvrant des succursales dans les villes. En même temps, elle abandonna son traditionnel logo qui faisait référence, avec l'épi de blé et le nid d'abeille, à l'économie rurale.
Les 246 banques Raiffeisen sont juridiquement autonomes. Au 30 juin 2018, ces banques totalisent 896 agences disséminées sur le territoire suisse qui sont regroupées au sein de Raiffeisen Suisse. Le lien entre les banques et Raiffeisen Suisse se fait par le biais de fédérations régionales.
Raiffeisen se proclame être « une banque qui appartient à ses clients » car chaque banque est une coopérative dont les clients peuvent, s'ils en ont les moyens, acquérir une part sociale pour bénéficier de conditions avantageuses.
Le système mis en place par Raiffeisen repose sur une décentralisation des banques selon les idées de Frédéric-Guillaume Raiffeisen. Chaque établissement dispose d'une autonomie juridique mais doit en même temps respecter certaines lignes stratégiques, logistiques et commerciales imposées par le groupe et l'économie .
L'exercice 2005 du groupe avait clôturé par un bénéfice de 608 millions de francs. Celui de 2007 passe à 701,3 millions de francs. Le bénéfice au 30 juin 2018 s'élève à 416 millions de francs.
En 2018, les banques Raiffeisen comptent environ 3,8 millions de clients dont 1,9 million sont sociétaires.
Le 27 janvier 2012 le groupe Raiffeisen reprend la Notenstein Privatbank AG, dans laquelle a été transférée l'activité non US de la banque Wegelin & Co, alors accusée d'aide à l'évasion fiscale aux États-Unis. La banque Wegelin & Co, dont est issue Notenstein Privatbank AG, a annoncé sa fermeture définitive le 4 janvier 2013, après avoir plaidé coupable pour fraude fiscale aux États-Unis. En Mai 2018, la Notenstein La Roche Banque Privée SA a été cédée à la banque privée Vontobel pour 700 millions de francs suisses.

## Participations
Raiffeisen Suisse coopère avec plusieurs sociétés pour proposer ses services aux Banques Raiffeisen affiliées. Raiffeisen Suisse détient des participations directement dans les entreprises suivantes : 
- Groupe Aduno, 25,5%
- Viseca (cartes bancaires)
- Cashgate (petits crédits)
- ARIZON Sourcing AG (services informatiques et autres), 51%
- Leonteq, entreprise FinTech, 29%
- Raiffeisen Centre des Entrepreneurs (RCE), 100% (depuis 2014)
- SIX Group (Bourse suisse), 3,2%
- Swiss Bankers Prepaid Services (moyens de paiement en voyage), 16,5%
- responsAbility (microfinance dans les pays en développement), 15%
- PME Capital SA (financement mezzanine)
- TWINT (Mobile Payment), 5% Le départ de P. Vincenz a fortement remis en cause ces participations, qui font l'objet d'une dissociation, depuis lors. Ainsi, Notenstein Banque Privée SA (banque privée, banque privée en ligne), qui appartenait à 100% au Groupe depuis 2012 et avait été étendue en 2015 par la reprise de la base client apurée et des collaborateurs de La Roche Banque Privée pour former Notenstein La Roche Banque Privée, a été vendue pour 700 millions de francs à la banque privée Vontobel en mai 2018.

## Identité visuelle
En 2012, la banque Raiffeisen adopte le slogan : « Ouvrons la voie ». À ce titre, les coopératives de Lausanne, Cheseaux-sur-Lausanne, Échallens et Bercher font apposer une livrée publicitaire sur la rame no 44 du LEB. Ces mêmes succursales avaient auparavant fait apposer une livrée publicitaire sur l'automotrice Be 4/8 no 34 durant une dizaine d'années.

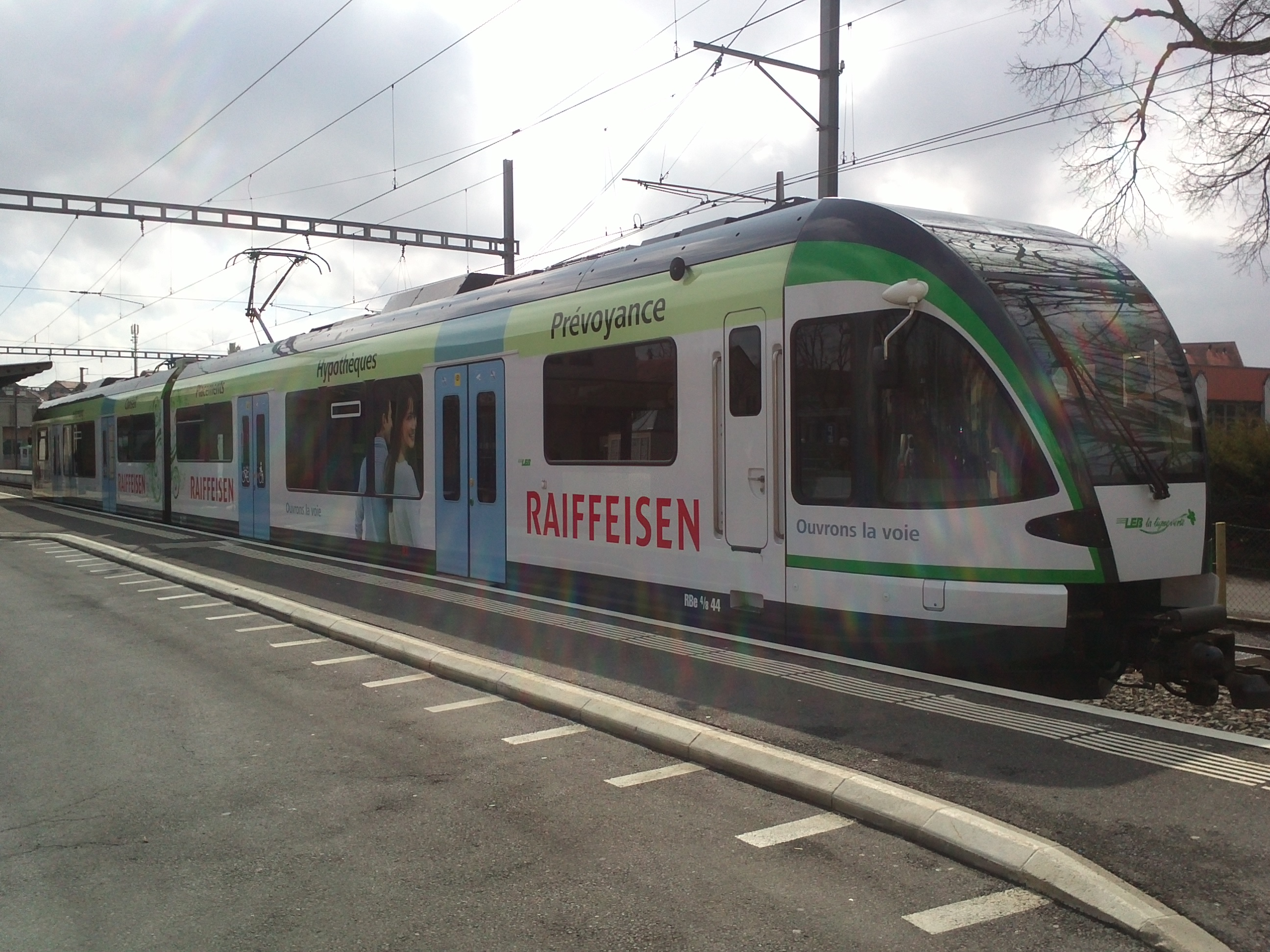
RBe 4/8 44 en 2012 à la gare d'Échallens.
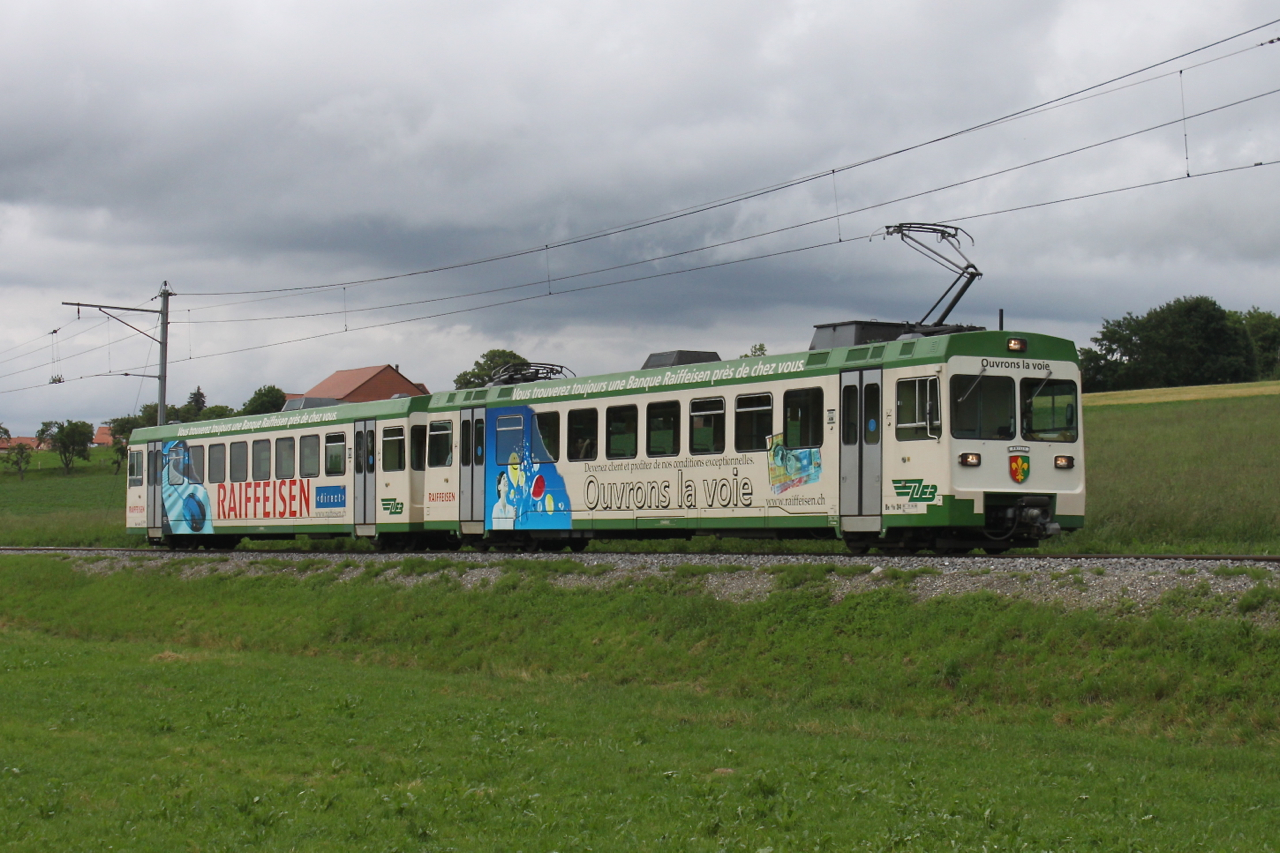
Be 4/8 34 en 2010 près de la gare de Sugnens.
Ancien logo.
Logo actuel de la banque Raiffeisen.